# Ahmed Mohamed Ahmed
Ahmed Mohamed Ahmed (en árabe: أحمد محمد أحمد‎; Somalia, 22 de febrero de 1980) es un exfutbolista y entrenador de fútbol de Somalia que jugaba en la posición de defensa central. Actualmente es el director deportivo de Barbados.

## Carrera

### Club
| Periodo   | Club              |
| --------- | ----------------- |
| 1997–1998 | FC Lerchenfeld    |
| 1998–2002 | AS Napoli         |
| 2002–2005 | FC Länggasse Bern |

### Selección nacional
Jugó para la selección de fútbol playa de Somalia de 2006 a 2007 para luego retirarse como futbolista. Jugó para Somalia en 12 ocasiones de 2001 a 2010.		

### Entrenador
| Periodo   | Club                                 |
| --------- | ------------------------------------ |
| 2010      | Somalia playa                        |
| 2010–2011 | SCM Youth A                          |
| 2011–2014 | FC Wyler Bern                        |
| 2014–2015 | BSC Young Boys II                    |
| 2015–2017 | Islas Vírgenes de los Estados Unidos |
| 2017–2019 | Barbados                             |